# La Tendera
La Tendera és un nucli disseminat del municipi de Viladecavalls, al Vallès Occidental. Està situat a llevant del terme, al límit amb el de Terrassa, a la falda del collet de Toudell, dalt la carena del Pèlag, entre l'autopista C-16, el Torrent de Sant Miquel (que el separa del polígon industrial de Can Mir) i el Torrent del Salt, que marca el límit amb el terme municipal de Terrassa.
S'hi accedeix per un trencall a l'inici de la carretera B-120 a l'alçada del Roc Blanc, en el terme de Terrassa, per l'anomenat camí del Suro. Hi passa el sender de gran recorregut GR-97, que enllaça la Tordera i el Llobregat.
La població resident censada el 2007 era de 23 persones. Les primeres construccions d'aquest petit nucli, sorgides vora el camí de la Tendera, daten de la dècada del 1970. Actualment s'han destruït bona part dels habitatges, a causa de les obres de construcció de l'autovia B-40, tot i que algunes construccions no s'han vist afectades per les esmentades obres.